# Lotta Cordes
Lotta Cordes (27 aprile 2001) è una calciatrice tedesca, centrocampista del Colonia.

## Carriera

### Club
Cordes gioca la prima parte della carriera nel Deister United, squadra che in collaborazione con il Wolsfburg partecipa al campionato giovanile tedesco di C-Juniorinnen (Under-15) e con la quale si laurea campione della Bassa Sassonia al termine della stagione 2014-2015.
Dopo essere arrivata al Wolsfburg nel 2016, Cordes è inizialmente inserita nella formazione B-Juniorinnen (Under-17) contribuendo alla conquista del primo trofeo per il club in quella categoria siglando una doppietta nella vittoriosa finale della stagione 2017-2018 dove le Wölfinnen battono per 4-1 le pari età del Colonia.
Dalla stagione 2017-2018 Cordes è in rosa anche con la formazione riserve (Wolsfburg II) che disputa la 2. Frauen-Bundesliga, il secondo livello del campionato tedesco femminile di calcio, facendo il suo debutto nel campionato cadetto il 29 ottobre 2017, sostituendo Birel Adigo poco prima del termine della partita nella vittoria esterne per 2-0 con il Gütersloh, chiudendo il girone Nord del campionato, chiuso al 2º posto a 3 punti dal Borussia M'gladbach, con 13 presenze e 2 reti, la prima delle quali siglata nella vittoria esterna per 4-0 con il Cloppenburg dell'11 marzo 2018 (14ª giornata). Rimane con la squadra del Wolsfburg II anche per la stagione successiva, con il campionato cadetto con la formula mutata a girone unico. La squadra, che continua a essere tra le più competitive del campionato, conclude nuovamente al 2º posto, a 3 punti dal Bayern Monaco II, con Cordes che matura 20 presenze su 26 incontri siglando una rete.
Dopo una terza stagione con la squadra riserve, per le 15 presenze e 3 reti in 2. Frauen-Bundesliga 2019-2020, dalla stagione 2020-2021 viene aggregata alla prima squadra, debuttando in Frauen-Bundesliga già alla 1ª giornata di campionato, il 4 settembre 2020, rilevando al 78' Ingrid Syrstad Engen nella vittoria interna per 3-0 sull'SGS Essen. In quella sua prima stagione, oltre a maturare 9 presenze in campionato, conquista anche il suo primo trofeo senior, la Coppa di Germania 2020-2021 (2 presenze nella prima fase) e, il 9 dicembre 2020, fa il suo debutto in UEFA Women's Champions League, nell'incontro di andata dei sedicesimi di finale della stagione 2020-2021 vinto 5-0 con le serbe dello Spartak Subotica.
Per la stagione 2022-23 si è trasferita al Colonia.

### Nazionale
Cordes ha iniziato ad essere convocata dalla Federcalcio tedesca nel 2019, chiamata dal tecnico federale Kathrin Peter a vestire la maglia della formazione Under-19 in occasione dell'amichevole del 30 agosto con le pari età del Belgio, dove debutta rilevando Leonie Köster al 46' nell'incontro vinto 3-0. Peter la convoca in seguito in altre tre occasioni, con i Paesi Bassi, sempre in amichevole, e durante la prima fase di qualificazione all'Europeo di Georgia 2020, dove viene impiegata negli incontri con Albania e Portogallo prima che il torneo venisse annullato, a scopo cautelativo, a causa del dilagare della pandemia di COVID-19 in Europa.

## Statistiche

### Presenze e reti nei club
Statistiche aggiornate al 28 maggio 2022.
| Stagione         | Squadra          | Campionato       | Campionato | Campionato | Coppe nazionali | Coppe nazionali | Coppe nazionali | Coppe internazionali | Coppe internazionali | Coppe internazionali | Altre coppe | Altre coppe | Altre coppe | Totale | Totale |
| Stagione         | Squadra          | Comp             | Pres       | Reti       | Comp            | Pres            | Reti            | Comp                 | Pres                 | Reti                 | Comp        | Pres        | Reti        | Pres   | Reti   |
| ---------------- | ---------------- | ---------------- | ---------- | ---------- | --------------- | --------------- | --------------- | -------------------- | -------------------- | -------------------- | ----------- | ----------- | ----------- | ------ | ------ |
| 2020-2021        | Wolfsburg        | BL               | 9          | 0          | CG              | 2               | 0               | UWCL                 | 2                    | 0                    |             | -           | -           | 13     | 0      |
| 2021-2022        | Wolfsburg        | BL               | 2          | 0          | CG              | 3               | 0               | UWCL                 | 2                    | 0                    |             | -           | -           | 7      | 0      |
| Totale Wolfsburg | Totale Wolfsburg | Totale Wolfsburg | 11         | 0          |                 | 5               | 0               |                      | 4                    | 0                    |             | -           | -           | 20     | 0      |
| 2022-2023        | Colonia          | BL               | 13         | 0          | CG              | 3               | 1               | -                    | -                    | -                    | -           | -           | -           | 16     | 1      |
| 2023-2024        | Colonia          | BL               | 5          | 0          | CG              | 1               | 0               | -                    | -                    | -                    | -           | -           | -           | 6      | 0      |
| Totale Colonia   | Totale Colonia   | Totale Colonia   | 18         | 0          | -               | 4               | 1               | -                    | -                    | -                    | -           | -           | -           | 22     | 1      |
| Totale carriera  | Totale carriera  | Totale carriera  | 29         | 0          | -               | 9               | 1               | -                    | 4                    | 0                    | -           | -           | -           | 42     | 1      |

## Palmarès

### Club
- Campionato tedesco: 1

Wolfsburg: 2021-2022
- Coppa di Germania: 2

Wolfsburg: 2020-2021, 2021-2022